# Morinda persicifolia
Morinda persicifolia är en måreväxtart som beskrevs av Buch.-ham.. Morinda persicifolia ingår i släktet Morinda och familjen måreväxter. Inga underarter finns listade i Catalogue of Life.